# Mördare utan minne
Mördare utan minne (nederländska: De Zaak Alzheimer) är en belgisk långfilm från 2003 i regi av Erik Van Looy, med Jan Decleir, Koen De Bouw och Werner De Smedt i rollerna.

## Handling
Antwerpens bästa poliser är Vincke och Verstuyft som utreder några försvinnanden och kommer i kontakt med yrkesmördaren Ledda som har drabbats av Alzheimers sjukdom och därför använder sin egen kropp för att minnas sina uppdrag.

## Rollista (urval)
- Jan Decleir - Angelo Ledda
- Koen De Bouw - Eric Vincke
- Werner De Smedt - Freddy Verstuyft